# 聖安娜 (巴拿馬區)

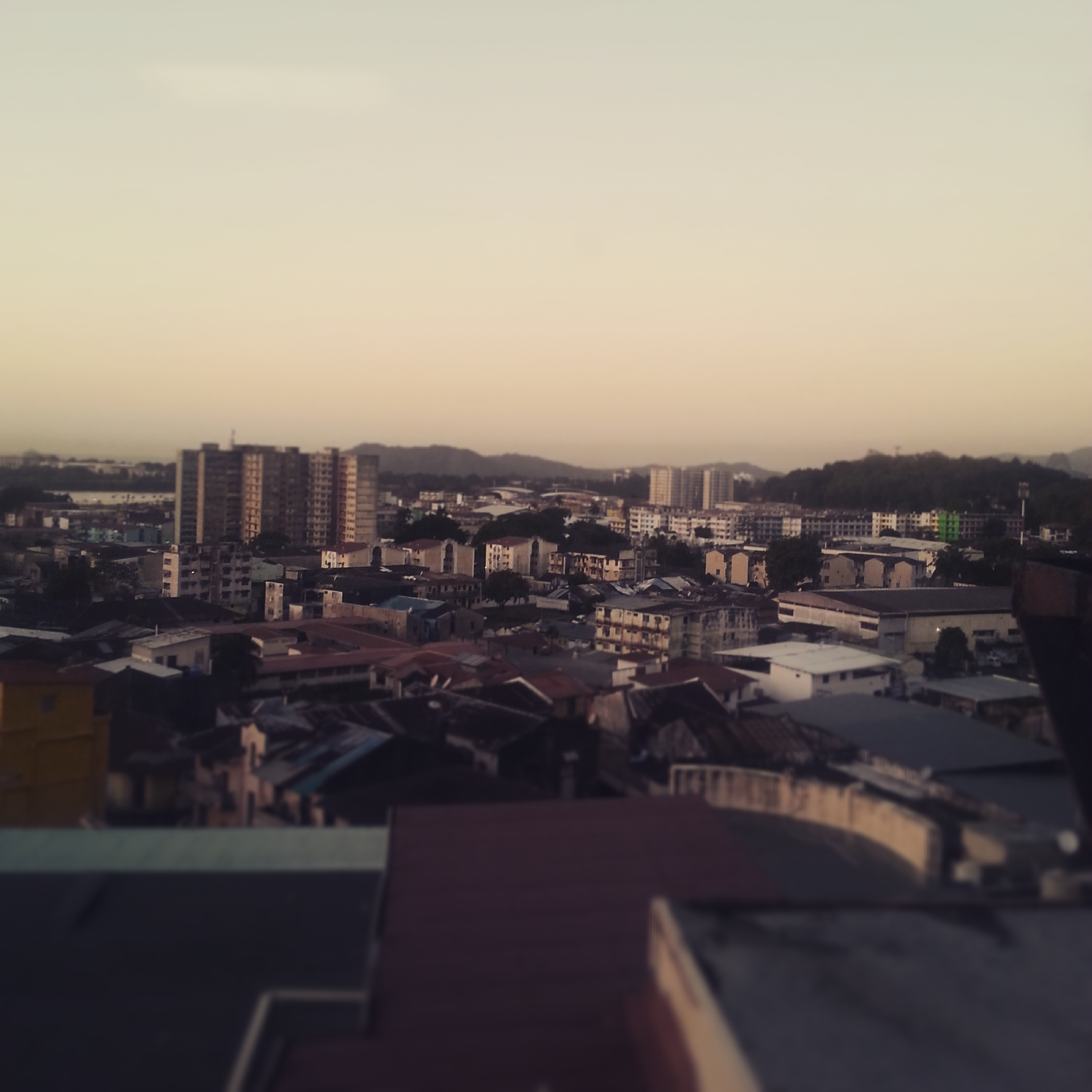
聖安娜

聖安娜（西班牙語：Santa Ana），是巴拿馬的城鎮，位於該國中東部，由巴拿馬省的巴拿馬區負責管轄，面積1.3平方公里，2010年人口18,210，人口密度每平方公里14,007.7人。